# Herskere i Bretagne

## Delriger

### Kongeriget Armor
- Conan Mériadoc, 409-421.
- Sant Salomon 1., 421-434.
- Grallon, 434-445.
- Audren (Aldroenus), 445-464.
- Erech, 464-490.
- Budic, 490-509.
- Hoel 1., 513-545.
- Hoel 2., 545-547.
- Canor (Canao), 547-?.
- Alan 1., ?-594.
- Hoel 3., 594-615.
- St. Judicaël, 615-615 & 632-634 abdiceret, †650.
- Salomon 2., 615-632.
- Alan 2., an Hir (= den Lange), 634-?.

### Kongeriget Dommonée
- Sant Fracan
- Riwal 1.
- Conan.
- Conothec, ?-513.
- Riwal 2., 513-520.
- Deroch, 520-530.
- Riathen, 530-535.
- Jonas, 535-540.
- Sant Judual, 540-540 & 554-580.
- Sant Judhael, 580-605.
- Judicaël, 605-610 & 615-640 abdiceret, † 652.
- Haeloch, 610-615.

### Kongeriget Kernew (Vest-Bretagne)
- Gradlon ar Mor, (= den Store), ?-505.
- Daniel ar Dremruz (= med det røde hoved), 505-515.
- Budic 1., 515-524.
- St. Meliau, 524-531.
- St. Melar, 531-538.
- Budic 2.,  538-570.
- Teudric, 570-570 et 577-?.
- Sant Constantin, 570-577.

### Kongeriget Gwened
- Werech 1., ?-550.
- Canao 1.(Canober), 550-560.
- Rachiau, 560-577.

## HertugdømmetBretagne
- Nominoé, Bretonernes hertug, 830-851
- Erispoé, Bretonernes hertug, 851, Konge af Bretagne, 851-857
- Sant Salomon 3., Bretonernes hertug, 857-868, Konge af Bretagne, 868-874

- Conan 1., Greve af Bretagne, 988-992
- Godfred 1., Greve af Bretagne, kalder sig hertug, 992-1008
- Alan 3., 1008-1040
- Conan 2., 1062-1066
- Hoël 1., 1066-1084
- Alan 4., 1084-1112
- Conan 3. ar Gros (= den Tykke), 1112-1148

- Hoël 2., 1148-1156
- Odo af Perrhoët, Modhertug i Rennes, 1148-1158
- Godfred af Anjou, Modhertug i Nantes, 1156-1158

- Conan 4. af Richmond,  1158-1166 afsat, †1171
- Konstance, 1166-1201
- Godfred 3. af Anjou, 1169-1186
- Arthur Plantagenêt, 1196-1203
- Guido af Thouars, 1203-1206, 1207-1213
- Philippe August, konge af Frankrig, 1206-1207
- Alix af Thouars, 1203-1213
- Peter af Frankrig-Dreux (Per 1.), 1213-1250
- Yann 1. ar Ruz (= den Røde), 1250-1286
- Yann 2., 1286-1305, i september 1297 anerkender Frankrig titlen "Hertug af Bretagne".
- Arthur 2., 1305-1312
- Yann 3., 1312-1341, gift med Elisabeth, princesse af Portugal
- Yann 4., 1341-1345
- Karl af Blois, 1345-1364
- Yann 5., 1364-1399
- Yann 6., 1399-1442
- Fransez 1., 1442-1450
- Per 2., 1450-1457
- Arthur 3., 1457-1458
- Fransez 2., 1458-1488
- Anne, 1488-1514

I året 1532 lader kong Franz 1., som er gift med Annes datter, Claude, bekendtgøre, at hertugdømmet Bretagne officielt underlægges Frankrig. Det sker på en stænderforsamling i byen Gwened (Vannes). Dermed ophører Bretagne med at eksistere som et selvstændigt land.